# Coelogyne monilirachis
Coelogyne monilirachis är en orkidéart som beskrevs av Cedric Errol Carr.
Coelogyne monilirachis ingår i släktet Coelogyne och familjen orkidéer. Inga underarter finns listade i Catalogue of Life.